# Vũ Thị Nguyệt
Vũ Thị Nguyệt (sinh ngày 11 tháng 12 năm 1983) là một nữ bác sĩ và chính trị gia người Việt Nam. Bà hiện là đại biểu Quốc hội Việt Nam khóa 14 nhiệm kì 2016-2021, thuộc đoàn đại biểu quốc hội tỉnh Hưng Yên, Ủy viên Ủy ban Về các vấn đề xã hội của Quốc hội, Phó Trưởng khoa xét nghiệm Bệnh viện Sản Nhi Hưng Yên. Bà đã trúng cử đại biểu Quốc hội năm 2016 ở đơn vị bầu cử số 3, tỉnh Hưng Yên gồm có các huyện Văn Giang, Văn Lâm và Mỹ Hào.

## Xuất thân
Vũ Thị Nguyệt sinh ngày 11 tháng 12 năm 1983 quê quán ở xã Thuần Hưng, huyện Khoái Châu, tỉnh Hưng Yên.
Bà hiện cư trú ở thôn Vạn Tường, xã Bảo Khê, thành phố Hưng Yên, tỉnh Hưng Yên.

## Giáo dục
- Giáo dục phổ thông: 12/12
- Bác sĩ đa khoa
- Bác sĩ chuyên khoa I huyết học truyền máu
- Sơ cấp lí luận chính trị

## Sự nghiệp
Bà gia nhập Đảng Cộng sản Việt Nam vào ngày 15/11/2012.
Bà từng là đại biểu Quốc hội Việt Nam khóa 13 tỉnh Hưng Yên. Lúc đó bà là Bác sĩ khoa xét nghiệm Bệnh viện Sản Nhi Hưng Yên, Chủ tịch Công đoàn Bệnh viện Sản Nhi Hưng Yên.
Khi ứng cử đại biểu Quốc hội Việt Nam khóa 14 vào tháng 5 năm 2016 bà đang là Phó Trưởng khoa xét nghiệm, làm việc ở Bệnh viện Sản Nhi tỉnh Hưng Yên.
Bà đã trúng cử đại biểu quốc hội năm 2016 ở đơn vị bầu cử số 3, tỉnh Hưng Yên gồm có các huyện Văn Giang, Văn Lâm và Mỹ Hào, được 147.642 phiếu, đạt tỷ lệ 63,02% số phiếu hợp lệ.
Bà hiện là Phó Trưởng khoa xét nghiệm Bệnh viện Sản Nhi Hưng Yên, Ủy viên Ủy ban Về các vấn đề xã hội của Quốc hội.
Bà đang làm việc ở Bệnh viện Sản Nhi tỉnh Hưng Yên.